# Телеграфная марка

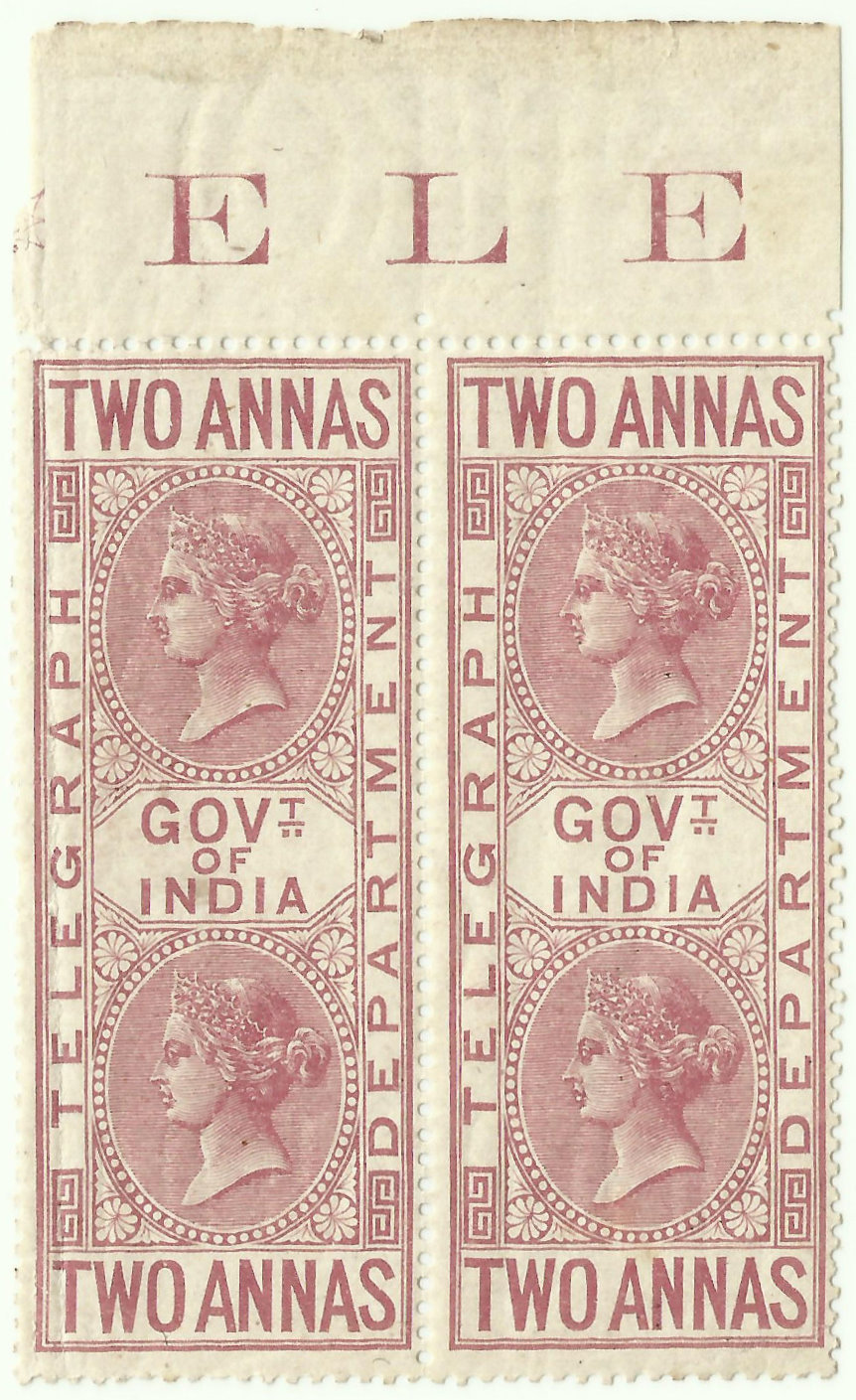
номиналом в 2 анны (1869)

Телегра́фная ма́рка — тип почтовых марок, выпускавшихся для оплаты телеграфного сбора при отправке телеграмм. Телеграфные марки бывают государственные и частные. Последние за рубежом издавались частными телеграфными компаниями. По мнению некоторых авторов, телеграфные марки являются непочтовыми.

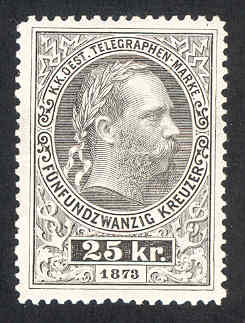
Телеграфная марка Австро-Венгрии (1874, 25 крейцеров)

## История
Первые телеграфные марки были выпущены в 1861 году в Британской Индии[≡], в 1864 году — в Пруссии и Испании, а затем в ряде других стран.
Телеграфные марки в большинстве стран не имели успеха и в основном были изъяты из обращения в конце XIX века.

## Примеры по странам

### Великобритания
В Великобритании телеграфные марки выпускались вначале частными компаниями, а с 1876 по 1881 год — почтовым ведомством страны, после чего использовались обычные почтовые марки.

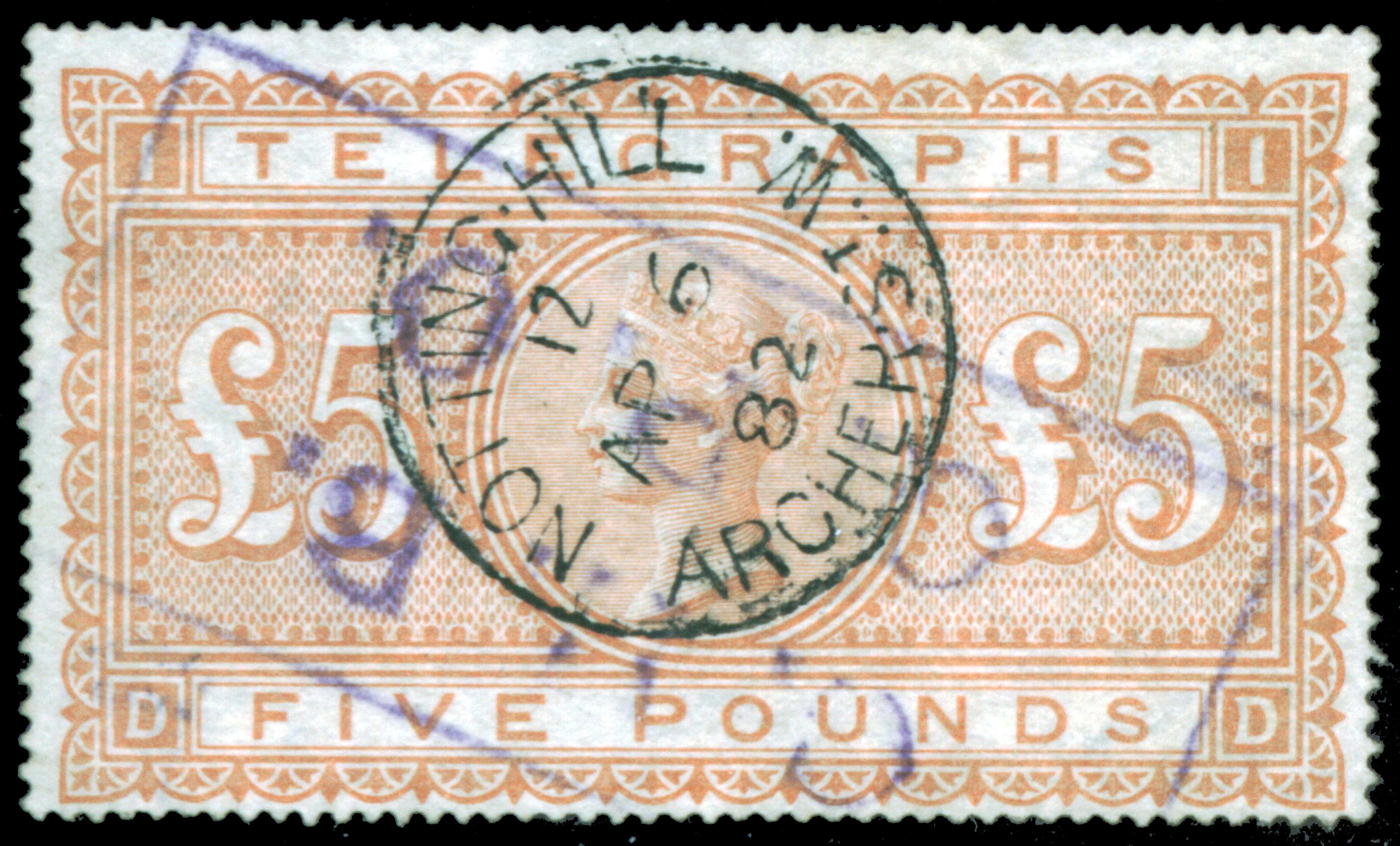
Телеграфная марка Великобритании номиналом в 5 фунтов, со штемпелем последнего дня использования (1882)

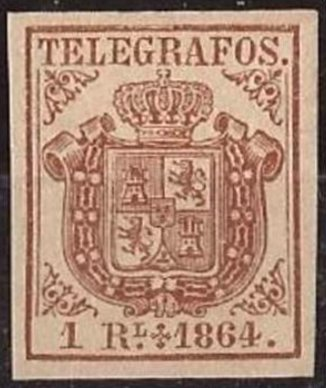

### Испания
Телеграфные марки в Испании впервые появились в 1864 году[≡]. Их гашение осуществляли пробиванием круглого отверстия.

### Российская империя
В России телеграфные марки были введены в мае 1866 года для оплаты телеграмм, подаваемых на «Санкт-Петербургский Городской Общественный Телеграф». Для депеш с количеством до 20 слов были предусмотрены штемпельные бланки ценой в 40 копеек, при количестве слов более 20 за каждые последующие 10 или менее слов дополнительно наклеивалась 20-копеечная телеграфная марка[≡].
Телеграфные марки продавались на всех станциях городского телеграфа и использовались довольно своеобразно. Они не рассылались вместе с телеграммой, а оставались на станции отправления. Получив заполненный отправителем бланк, чиновник подсчитывал сумму платежа, наклеивал на бланк телеграфные марки, гасил их телеграфным штемпелем и отдавал в аппаратную для передачи адресату. После передачи телеграмм использованные бланки, по-видимому, хранились некоторое время на телеграфе и затем уничтожались. Таким образом, марки отправителям не выдавались, поэтому в коллекциях они встречаются нечасто.

Телеграфные марки Российской империи
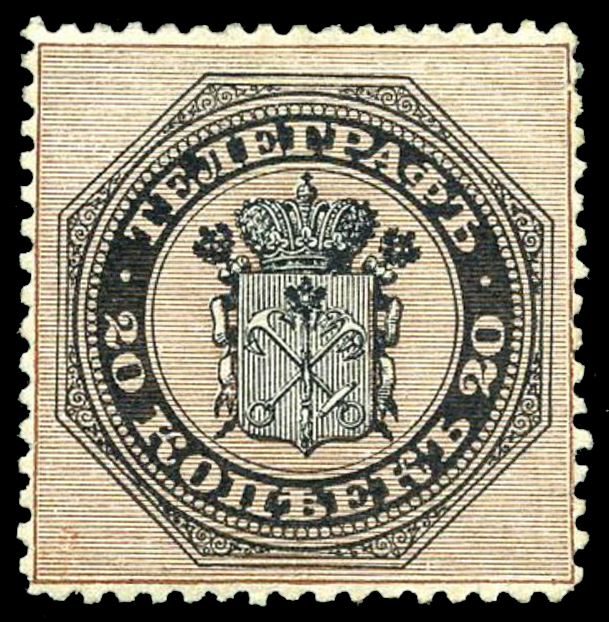
Первая телеграфная России (1866, 20 копеек)[1][^]. Ныне известно всего 10 экземпляров
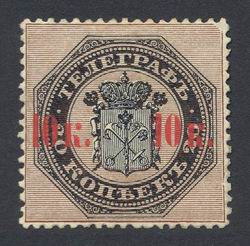
Красная надпечатка «10 к. 10 к.» — нового номинала в 10 копеек (1867)[^]

Марками принималась также плата за обратный ответ и за рассылку копий телеграмм в несколько адресов по 20 копеек (1 марка) за каждую копию. Кроме Санкт-Петербурга, эти марки нигде не использовались. За передачу телеграмм на другие станции империи и за отправление телеграмм в сторону от этих станций с почтой, эстафетой или нарочным оплата производилась наличными деньгами. 3 декабря 1867 года плата за передачу депеш по Санкт-Петербургскому общественному телеграфу была снижена вдвое, поэтому на штемпельных телеграфных бланках и марках были сделаны надпечатки новой стоимости — соответственно 20 и 10 копеек[≡]. Однако уже в конце 1868 года телеграфные марки в России были изъяты из обращения и больше не издавались.

### США
В США частная телеграфная компания «Western Union»[≡], выпустив первую телеграфную марку в 1871 году, продолжила эту традицию в XX веке[≡]. На поздних марках этой компании изображён портрет С. Морзе, который изобрёл телеграф и телеграфный код, известным под названием «азбуки Морзе».

Примеры телеграфных марок США
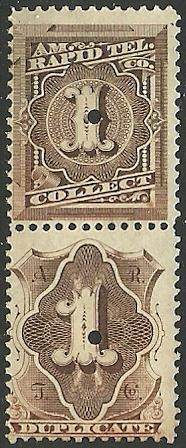
Пара марок компании «Американский быстрый телеграф» (American Rapid Telegraph), имеющих гашение пробоем (1881)
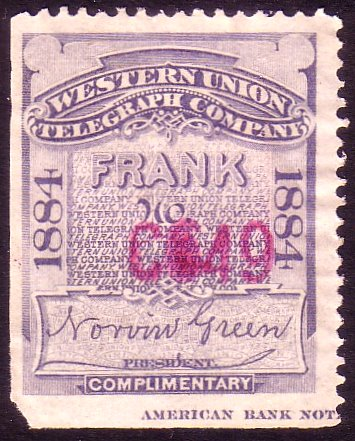
Марка компании «Western Union» (1884)[^]
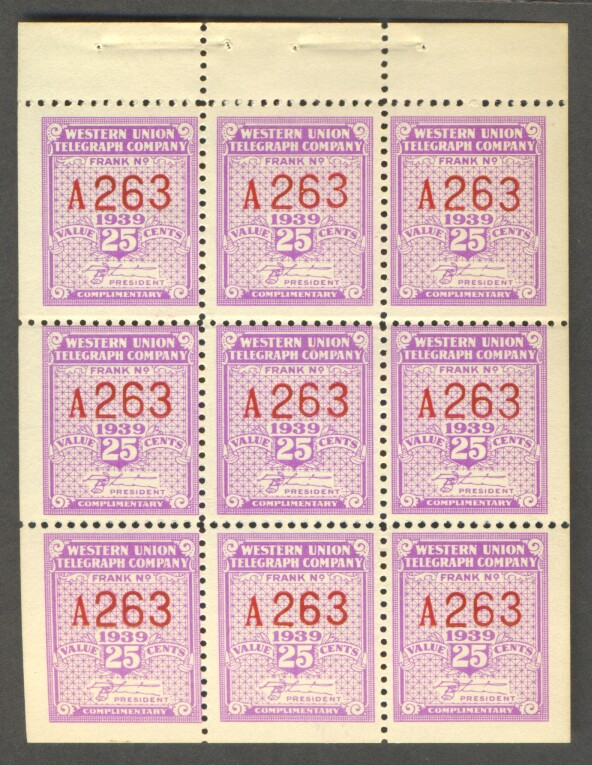
То же (1939). Страница марочной тетрадки[^]

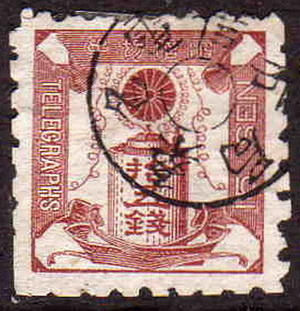

### Япония
7 мая 1885 года в Японии для оплаты телеграфных расходов были выпущены телеграфные марки десяти номиналов: 1, 2, 3, 4, 5, 10, 15[≡], 25 и 50 сэнов. Марки были небольшого размера и отпечатаны способом высокой печати. Вскоре руководство телеграфом из Министерства имперского строительства передали в Министерство почт и телеграфов, которое постановило, для упрощения процедуры, оплачивать услуги телеграфа почтовыми марками. Телеграфные марки в Японии были отменены 10 марта 1888 года, окончательно они вышли из употребления в 1890 году. С этих пор, вплоть до 1949 года, когда телеграфную отрасль отделили от почтовой администрации, для оплаты услуг телеграфа и телефона использовались почтовые марки.